# Jan Vlachý
Jan Vlachý (* 7. Februar 1937 in Plzeň; † 27. September 2010 in Berlin) war ein tschechischer Informationswissenschaftler;  er gilt als einer der Mitbegründer der Scientometrie.

## Leben
Jan Vlachý studierte Kernphysik in Prag, wandte sich aber bereits Mitte der 1960er Jahre während seiner Tätigkeit an der Tschechoslowakischen Akademie der Wissenschaften (ČSAV) der quantitativen Wissenschaftsforschung, speziell der Scientometrie und Bibliometrie zu.
Vlachý publizierte zu zahlreichen Teilgebieten dieser Wissenschaftsdisziplinen. Hervorzuheben sind seine Arbeiten zu Lotkas Gesetz (Lotka’s law) und der Nachweis, dass ähnliche Potenzgesetze in sehr unterschiedlichen Bereichen von Natur-, Sozial- und Geisteswissenschaften gelten.
Von 1967 bis 1986 war Vlachý geschäftsführender Herausgeber (Executive Editor) des „Czechoslovak Journal of Physics“. Viele seiner bibliometrischen Analysen der physikalischen Forschung wurden monatlich als Kurzmitteilungen in dieser Zeitschrift veröffentlicht.
1989 erhielt Jan Vlachý für seine Verdienste in der quantitativen Wissenschaftsforschung den Derek John de Solla Price Award der Zeitschrift „Scientometrics“.
Der wissenschaftliche Nachlass von Jan Vlachý befindet sich in der Katholischen Universität Löwen (Belgien).

### Familie
Jan Vlachý wurde 1937 als Sohn des tschechoslowakischen Offiziers Jan Vlachý sen. geboren, der ab 1939 im Kreis Pilsen Kommandeur der nichtkommunistischen Widerstandsgruppe Obrana národa im Protektorat Böhmen und Mähren war. Sein Vater wurde im März 1940 festgenommen, im Oktober 1942 zusammen mit weiteren Angeklagten wegen „Vorbereitung zum Hochverrat“ zum Tode verurteilt und am 23. März 1943 im Strafgefängnis Berlin-Plötzensee hingerichtet.